# Femke Beuling
Femke Beuling (Emmeloord, 20 december 1999) is een Nederlandse wielrenster en voormalig langebaanschaatsster. Als schaatsster reed ze voor Team IKO. Na het beëindigen van haar schaatsloopbaan werd ze wielrenster en was in 2024 actief bij VolkerWessels.

## Biografie
Beuling werd in seizoen 2015/2016 Nederlands kampioen Kortebaan en Supersprint. Daarnaast werd ze derde op het NK Allround en eveneens derde op het NK Sprint voor B-junioren.
Op 25 november 2017 schaatste ze samen met Jutta Leerdam en Joy Beune in Inzell een 3-ronden teamsprint in een wereldrecordtijd van 1.28,40. Tijdens het Olympisch Kwalificatie Toernooi in een uitverkocht Thialf reed zij tot haar eigen verbazing een dik persoonlijk record van 38,68 op de 500 meter en eindigde ze op ruim 2 tiende van de winnares Anice Das. In februari 2019 pakte ze goud op de 500 meter bij de WK junioren in Baselga di Pinè. Ook maakte ze dat seizoen haar debuut tijdens de wereldbekerwedstrijden.

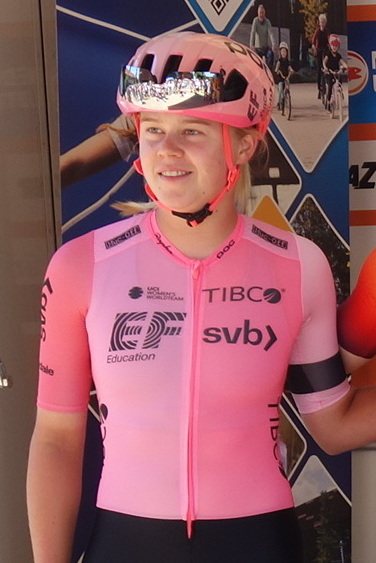
Beuling bij het NK op de weg in 2023.

In juli 2022 stopte Beuling met haar schaatscarrière vanwege een zwabbervoet en nam ze deel aan het NK voor eliterenners op de VAM-berg waar ze als zesde eindigde. In december van dat jaar, mocht Beuling op trainingskamp met de Amerikaanse wielerploeg EF Education-TIBCO-SVB. In 2023 tekende ze daar een contract, nadat ze al zegevierde in nationale wedstrijden als Brussel-Opwijk en de Omloop van Herxen. Begin mei debuteerde ze voor de WorldTour-formatie in de Vuelta Femenina. Tot en met augustus was ze ploeggenote van de Britse Zoe Bäckstedt. In november maakten ze hun relatie openbaar. In 2024 stapte Beuling over naar VolkerWessels.

## Schaatsen

### Persoonlijke records[7]
| Afstand    | Tijd    | Datum            | Baan       |
| ---------- | ------- | ---------------- | ---------- |
| 500 meter  | 38,09   | 30 oktober 2021  | Heerenveen |
| 1000 meter | 1.16,60 | 3 november 2019  | Heerenveen |
| 1500 meter | 2.02,13 | 17 november 2019 | Heerenveen |
| 3000 meter | 4.32,91 | 4 maart 2017     | Heerenveen |

### Wereldrecords
| Nr. | Afstand    | Tijd     | Datum            | Baan   |
| --- | ---------- | -------- | ---------------- | ------ |
| 1.  | Teamsprint | *1.28,40 | 25 november 2017 | Inzell |

* samen met Joy Beune en Jutta Leerdam

### Resultaten

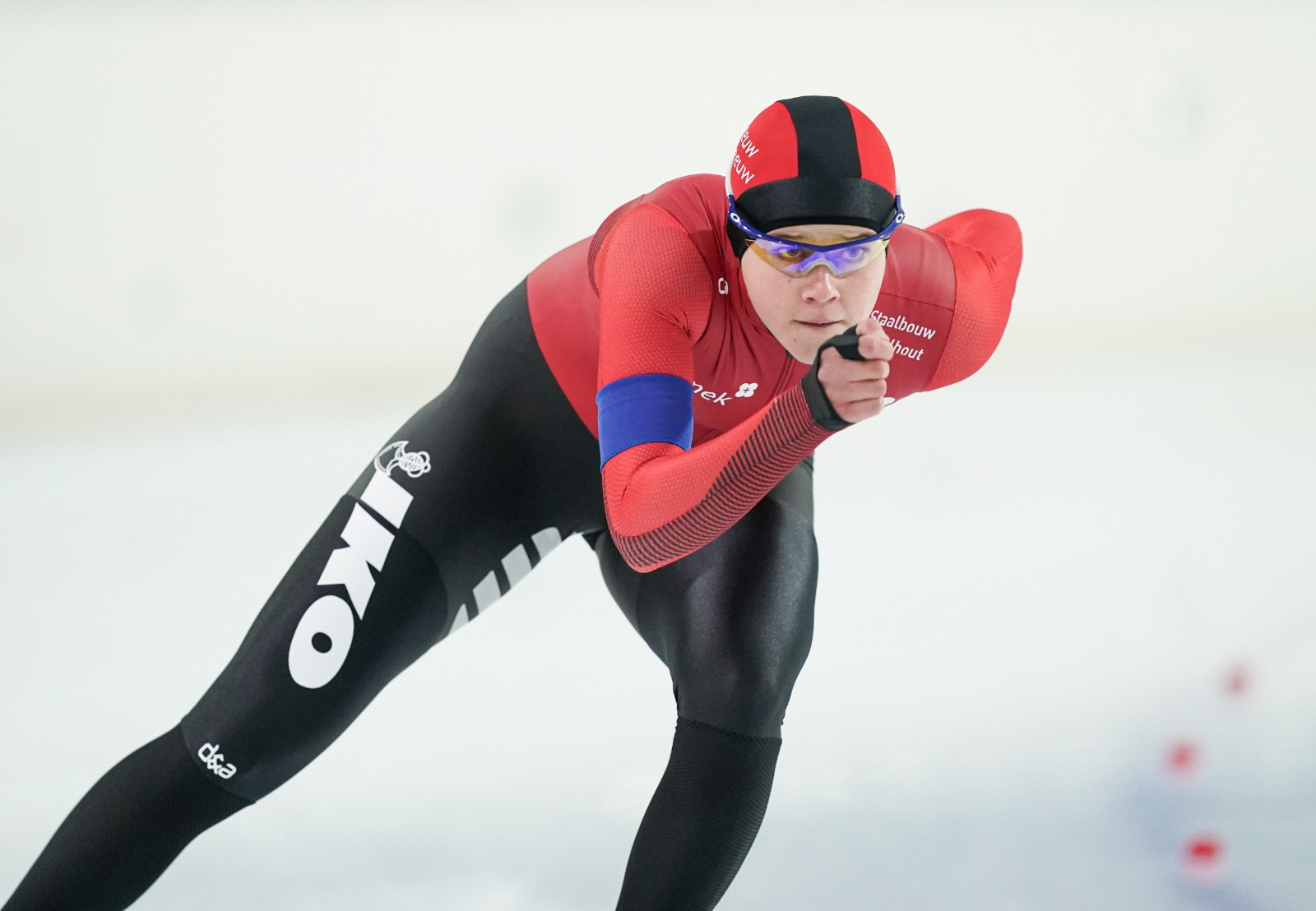
Beuling (2020)

| Jaar | NK Afstanden      | NK Sprint              | WK Junioren                     |
| ---- | ----------------- | ---------------------- | ------------------------------- |
| 2018 | 7e 500m 18e 1000m |                        | DQ 500m · 6e 1000m · teamsprint |
| 2019 | 6e 500m 16e 1000m |                        | 500m · 6e 1000m · teamsprint    |
| 2020 | 4e 500m 13e 1000m | 9e (9e, 11e, 9e, 9e)   |                                 |
| 2021 | 9e 500m 13e 1000m |                        |                                 |
| 2022 | 7e 500m 22e 1000m | 11e (8e, 14e, 7e, 11e) |                                 |

## Wegwielrennen

### Resultaten in voornaamste wedstrijden
|      | \| Jaar \| Parijs-Roubaix \| \| ---- \| -------------- \| \| 2024 \| 98e \| \| 2025 \| 81e \| |
| Jaar | Parijs-Roubaix                                                                                |
| 2024 | 98e                                                                                           |
| 2025 | 81e                                                                                           |

## Ploegen
- 2023 –  EF Education-TIBCO-SVB (vanaf 20 april)
- 2024 –  VolkerWessels
- 2025 –  VolkerWessels

Bäckstedt (tot 31/8) · Banks · Beuling (vanaf 20/4) · Borghesi · Doebel-Hickok · Ewers · Hammes · Honsinger · Jackson · Langley · Poidevin · Shapira · Smith · Stephens · Vallieres · Williams
Beuling · Van Bokhoven · Demey · Dijkstra · Van Helvoirt · Jansen · Knijnenburg · Meert · Molenaar · Poland · A. van Rooijen · S. van Rooijen · Schoens · Souren · Stultiens · Vanhove · Vanpachtenbeke · Wisse (stagiair)
Beuling · Boogaard · Demey · Dijkstra · van Helvoirt · Jansen · Knijnenburg · Meert · Molenaar · Poland · Rijnbeek · van Rooijen · Schoens · Souren · Stultiens · Uneken · Vanpachtenbeke · Vollering · Wisse